# Quelques petites piqûres
 (décembre 2024).
Si vous disposez d'ouvrages ou d'articles de référence ou si vous connaissez des sites web de qualité traitant du thème abordé ici, merci de compléter l'article en donnant les références utiles à sa vérifiabilité et en les liant à la section « Notes et références ».
Quelques petites piqûres – en espagnol Unos cuantos piquetitos – est un tableau réalisé par la peintre mexicaine Frida Kahlo en 1935. De format horizontal, cette peinture à l'huile conservée au musée Dolores-Olmedo de Mexico est une vue d'artiste imaginant la scène de crime après un meurtre conjugal dont la créatrice a pris connaissance dans la presse.
Elle représente un homme coiffé d'un chapeau se tenant debout son poignard à la main à côté d'un lit ensanglanté où gît le corps nu d'une femme qu'il vient de tuer. La scène est survolée par deux oiseaux portant un cartel qui fournit son titre à l'œuvre en reproduisant ironiquement une formule de la défense lors du procès : le criminel n'aurait asséné à son épouse infidèle que « quelques petites piqûres ».
Exécutée alors qu'elle a découvert à son mari Diego Rivera une liaison adultère avec sa sœur Cristina, la peinture est conçue par Kahlo comme une sorte d'autoportrait. Elle tache l'encadrement de rouge comme pour signifier que l'horreur qu'elle figure déborde dans sa réalité.